# Danahuri Dahliana
Danahuri Dahliana, född 22 februari 1972, är en indonesisk bågskytt. Hon deltog vid olympiska sommarspelen 1996.